# Rubídium-szulfid
A rubídium-szulfid egy kémiai vegyület képlete Rb2S.

## Előállítása
A rubídium-szulfidot rubídium-hidroxid és hidrogén-szulfid reakciójával állítják elő, a reakció köztiterméke a rubídium-hidrogénszulfid:
{\displaystyle \mathrm {RbOH+H_{2}S\longrightarrow RbHS+H_{2}O} }
{\displaystyle \mathrm {RbHS+RbOH\longrightarrow Rb_{2}S+H_{2}O} }

## Tulajdonságai
Kristályai köbösek tércsoport: {\displaystyle Fm{\bar {3}}m}. Rács paraméterei: a = 765,0 pm, elemi cellája négy atomot tartalmaz.
A rubídium-szulfid reagál a kénnel hidrogén atmoszférában rubídium-pentaszulfid Rb2S5 keletkezik belőle.

## Fordítás
Ez a szócikk részben vagy egészben  a   Rubidiumsulfid című német Wikipédia-szócikk fordításán alapul.  Az eredeti cikk szerkesztőit annak laptörténete sorolja fel. Ez a jelzés csupán a megfogalmazás eredetét és a szerzői jogokat jelzi, nem szolgál a cikkben szereplő információk forrásmegjelöléseként.